# Bergsjön (Undenäs socken, Västergötland)
Bergsjön är en sjö i Karlsborgs kommun i Västergötland och ingår i Motala ströms huvudavrinningsområde. Sjön är 18,9 meter djup, har en yta på 0,238 kvadratkilometer och är belägen 139,3 meter över havet.

## Delavrinningsområde
Bergsjön ingår i det delavrinningsområde (650543-142592) som SMHI kallar för Mynnar i Vättern. Avrinningsområdets medelhöjd är 160 m ö.h. och ytan är 15,56 kvadratkilometer. Det finns inga delavrinningsområden uppströms utan avrinningsområdet är högsta punkten. Vattendraget som avvattnar avrinningsområdet har biflödesordning 2, vilket innebär att vattnet flödar genom totalt 2 vattendrag innan det når havet efter 138 kilometer. Delavrinningsområdet består mestadels av skog (89 procent). Avrinningsområdet har 2,64 kvadratkilometer vattenytor vilket ger avrinningsområdet en sjöprocent på 2,2 procent. Bebyggelsen i området täcker en yta av 1,76 kvadratkilometer eller 1 procent av avrinningsområdet.